# The Funeral of Hearts
"The Funeral of Hearts" é uma canção escrita por Ville Valo, gravada pela banda HIM.
É o primeiro single do quarto álbum de estúdio lançado a 14 de Abril de 2003, Love Metal.

## Paradas
| Paradas                 | Posições |
| ----------------------- | -------- |
| Finlândia - Mitä hittiä | 1        |